# Liste des monuments historiques nationaux de la province de Corrientes
Cet article recense les monuments historiques de la province de Corrientes, en Argentine.

## Liste
| Monument | Commune            | Adresse | Coordonnées                        | Loi              | Notice | Catégorie                      | Date | Illustration                        |
| --- | ------------------ | --- | ---------------------------------- | ---------------- | ------ | ------------------------------ | ---- | ----------------------------------- |
| Riachuelo entre los Dep. de Itati y San Luis |                    | | à géolocaliser                     | Décret no 112765 | 576    | Lieu historique                |      | Image manquante Téléverser          |
| Mission jésuite d'Apóstoles | Apóstoles          | | à géolocaliser                     | Décret no 112765 | 577    | Lieu historique                |      | Image manquante Téléverser          |
| Barranca de la Cuevas, sobre el Río Paraná | Bella Vista        | | à géolocaliser                     | Décret no 112765 | 578    | Lieu historique                |      | Image manquante Téléverser          |
| Maison de Gobierno | Corrientes         | Intersección de las calles 25 de Mayo y Salta; Barrio Deportes | à géolocaliser                     | Décret no 1119   | 579    | Monument historique            |      | Image manquante Téléverser          |
| Maison des Martínez | Corrientes         | Fray José de la Quintana 971 | à géolocaliser                     | Décret no 325    | 580    | Monument historique            |      | Image manquante Téléverser          |
| Maison du gouverneur Manuel I. Lagraña | Corrientes         | Carlos Pellegrini 886/898 y Salta 708/714/734 | à géolocaliser                     | Décret no 325    | 581    | Monument historique            |      | Image manquante Téléverser          |
| Colonne commémorant la fondation de Corrientes | Corrientes         | | à géolocaliser                     | Décret no 30834  | 582    | Monument historique            |      | Image manquante Téléverser          |
| Conjunto Urbano Plaza 25 de Mayo | Corrientes         | Plaza 25 de Mayo, bajada de las calles Buenos Aires y Salta entre Pellegrini y 25 de Mayo.                                                                                 | à géolocaliser                     | Décret no 325    | 583    | Monument historique            |      | Image manquante Téléverser          |
| Couvent de San Francisco | Corrientes         | Mendoza 420/50 | à géolocaliser                     | Décret no 17582  | 584    | Monument historique            |      | Image manquante Téléverser          |
| Tombe de Fray José de la Quintana | Corrientes         | San Francisco - Corrientes | à géolocaliser                     | Décret no 2236   | 585    | Tombe                          |      | Image manquante Téléverser          |
| Tombe de Genaro Beron de Astrada | Corrientes         | Cimetière de la Cruz | à géolocaliser                     | Décret no 2236   | 586    | Tombe                          |      | Image manquante Téléverser          |
| Tombe de Joaquín de Madariaga | Corrientes         | Cathédrale de Corrientes | à géolocaliser                     | Décret no 2236   | 587    | Tombe                          |      | Image manquante Téléverser          |
| Tombe de José Ramón Vidal | Corrientes         | Cimetière San Juan de Dios | à géolocaliser                     | Décret no 2236   | 588    | Tombe                          |      | Image manquante Téléverser          |
| Mission jésuite de Corrientes | Corrientes         | | à géolocaliser                     | Décret no 112765 | 589    | Lieu historique                |      | Image manquante Téléverser          |
| Théâtre Juan de Vera | Corrientes         | San Juan 637 | à géolocaliser                     | Loi no 26031     | 590    | Monument historique            |      | Image manquante Téléverser          |
| Église de la Cruz del Milagro | Corrientes         | Situado en la manzana comprendida entre las calles Salta, Bs. As.y Belgrano con frente al Norte.                                                                           | à géolocaliser                     | Décret no 112765 | 591    | Monument historique            |      | Image manquante Téléverser          |
| Champ de bataille de Pago Largo | Curuzú Cuatiá      | | à géolocaliser                     | Décret no 9293   | 592    | Lieu historique                |      | Image manquante Téléverser          |
| Curuzú Cuatiá | Curuzú Cuatiá      | | à géolocaliser                     | Décret no 112765 | 593    | Lieu historique                |      | Image manquante Téléverser          |
| Théâtre municipal Solari | Goya               | Juan Esteban Martínez 357 | à géolocaliser                     | Loi no 26327     | 594    | Monument historique            |      | Image manquante Téléverser          |
| Casco Histórico de la localidad de Itatí (integran dicha área la Basílica de Nuestra Señora de Itatí, el seminario y antiguo santuario (hoy Musée Sacro), el antiguo santuario y Camarín del obispo Niella, la Maison de Güerí y Vallejos y las Maisons de Bonastre | Itatí              | calle Fray Alegre al este, Benigno Garay al oeste, San Luis del Palmar al sur y el río Paraná al norte                                                                     | à géolocaliser                     | Loi no 25221     | 595    | Village historique             |      | Image manquante Téléverser          |
| Basilique Notre-Dame d'Itatí | Itatí              | 25 de Mayo y Obispo Luis Niella | 27° 16′ 09″ sud, 58° 14′ 37″ ouest | Loi no 24949     | 596    | Lieu historique                |      | Basilique Notre-Dame d'Itatí        |
| Ruines des anciennes missions jésuites de La Cruz | La Cruz            | | à géolocaliser                     | Loi no 25117     | 597    | Patrimoine historique culturel |      | Image manquante Téléverser          |
| Mission jésuite de La Cruz | La Cruz            | | à géolocaliser                     | Décret no 112765 | 598    | Lieu historique                |      | Image manquante Téléverser          |
| Église de Santa Lucía | Lavalle            | Corrientes 650 | à géolocaliser                     | Décret no 112765 | 599    | Monument historique            |      | Image manquante Téléverser          |
| Gare de l'est de Monte Caseros | Monte Caseros      | 2 de Febrero Esquina Buenos Aires. | à géolocaliser                     | Décret no 654    | 600    | Monument historique            |      | Image manquante Téléverser          |
| Médano Histórico | Paso de la Patria  | Manzanas nº 55, nº 56, nº 57, nº 78 y nº 79 de la localidad de Paso de la Patria                                                                                           | à géolocaliser                     | Décret no 763    | 601    | Lieu historique                |      | Image manquante Téléverser          |
| Tombe d'Amado Bonpland | Paso de los Libres | Cimetière | à géolocaliser                     | Décret no 2236   | 602    | Tombe                          |      | Image manquante Téléverser          |
| Yatay (arroyo) | Paso de los Libres | | à géolocaliser                     | Décret no 112765 | 603    | Lieu historique                |      | Image manquante Téléverser          |
| Musée historique national "Juan Bautista Cabral" | Saladas            | Mitre y Sargento Cabral | à géolocaliser                     | Loi no 24865     | 604    | Monument historique            |      | Image manquante Téléverser          |
| Mission jésuite de San Carlos | San Carlos         | | à géolocaliser                     | Décret no 112765 | 605    | Lieu historique                |      | Image manquante Téléverser          |
| Chapelle de San Roque | San Roque          | Frente a la plaza del pueblo, sobre la Ruta Nacional Nº 12, dista 126 km. de la Ciudad de Corrientes. A orrilas del río Santa Lucia, a 80 km. aprox. de la ciudad de Goya. | à géolocaliser                     | Décret no 1791   | 606    | Monument historique            |      | Image manquante Téléverser          |
| Chapelle de Santa Ana | Santa Ana          | Carta IGM | à géolocaliser                     | Décret no 574    | 607    | Monument historique            |      | Image manquante Téléverser          |
| Mission jésuite de Santo Tome | Santo Tomé         | | à géolocaliser                     | Décret no 112765 | 608    | Lieu historique                |      | Image manquante Téléverser          |
| Mission jésuite de Yapeyú | Yapeyú             | | à géolocaliser                     | Décret no 112765 | 609    | Lieu historique                |      | Image manquante Téléverser          |
| Village de Yapeyú | Yapeyú             | | à géolocaliser                     | Décret no 24455  | 610    | Lieu historique                |      | Image manquante Téléverser          |
| Maison natale du général San Martín | Yapeyú             | Manzana comprendida por las calles San Lorenzo, Sargento Cabral (S), Gregorio Matorras (O) y Av. Juan de San Martín (E)                                                    | à géolocaliser                     | Loi no 9655      | 611    | Monument historique            |      | Maison natale du général San Martín |